# Apirak Kosayothin
Apirak Kosayothin (en tailandés: อภิรักษ์ โกษะโยธิน), (Nonthaburi, 30 de marzo de 1961), empresario y ejecutivo de Tailandia, es el gobernador actual de Bangkok. En las elecciones del 29 de agosto de 2004, ganó con el 40% de los votos. 
Estudió en la escuela Triam Udom Suksa y en la universidad de Chiang Mai, en donde se licenció en ciencia y tecnología de los alimentos en 1983. Trabajó en diversas compañías hasta ser miembro del grupo de dirección de la Bolsa de Bangkok.
En 2004 el Partido Demócrata de Tailandia lo nominó como su candidato a la elección de gobernador de Bangkok, que ganó con el 40% de todos los votos. Paveena Hongsakul, candidato independiente con la ayuda oficiosa Thai Rak Thai, quedó en segundo lugar con un 16% de votos.
Apirak y su vicegobernador fueron acusados de un escándalo de corrupción que implicaba sobornos de contratistas de obras. Un comité contra la corrupción encontró muestras claras de irregularidades en 16 proyectos de construcción concedidos por la administración metropolitana de Bangkok. El escándalo está siendo investigado actualmente.